# Spherillo speciosus
Spherillo speciosus är en kräftdjursart som först beskrevs av James Dwight Dana 1853.  Spherillo speciosus ingår i släktet Spherillo och familjen Armadillidae. Inga underarter finns listade i Catalogue of Life.